# Andrena leaena
Andrena leaena är en biart som beskrevs av Cameron 1907. Andrena leaena ingår i släktet sandbin, och familjen grävbin. Inga underarter finns listade i Catalogue of Life.